# Lípa u hřbitova
Lípa u hřbitova je památný strom ve městě Poběžovice. Lípa velkolistá (Tilia platyphyllos) roste u silnice naproti vchodu na hřbitov v nadmořské výšce 450 m. Obvod jejího kmene měří 785 cm a koruna stromu dosahuje do výšky 27 m (měření 2001). Chráněna je od roku 2001 pro svůj vzrůst a věk.

## Stromy v okolí
- Zámecký buk

## Galerie

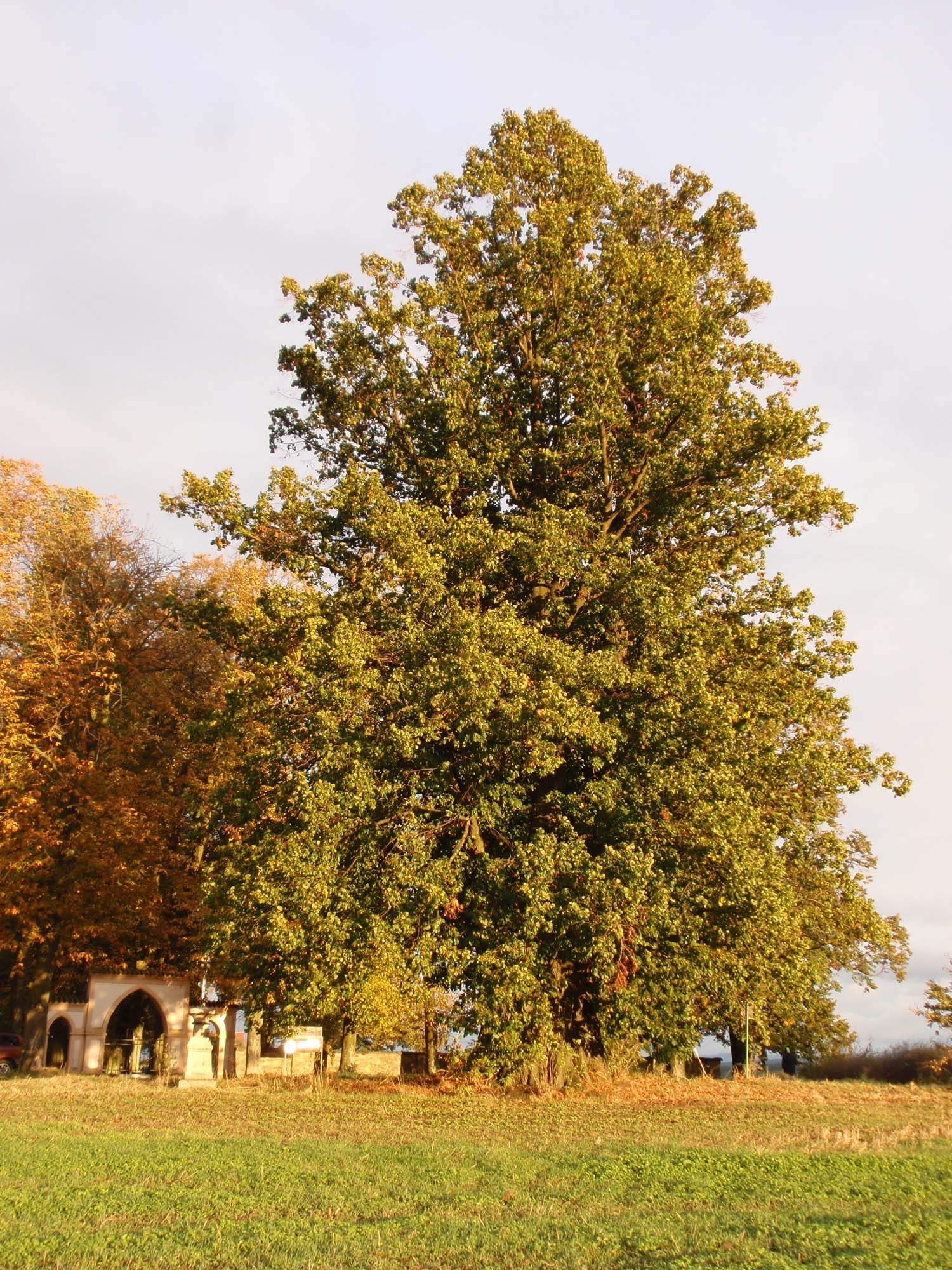
Pohled z pole
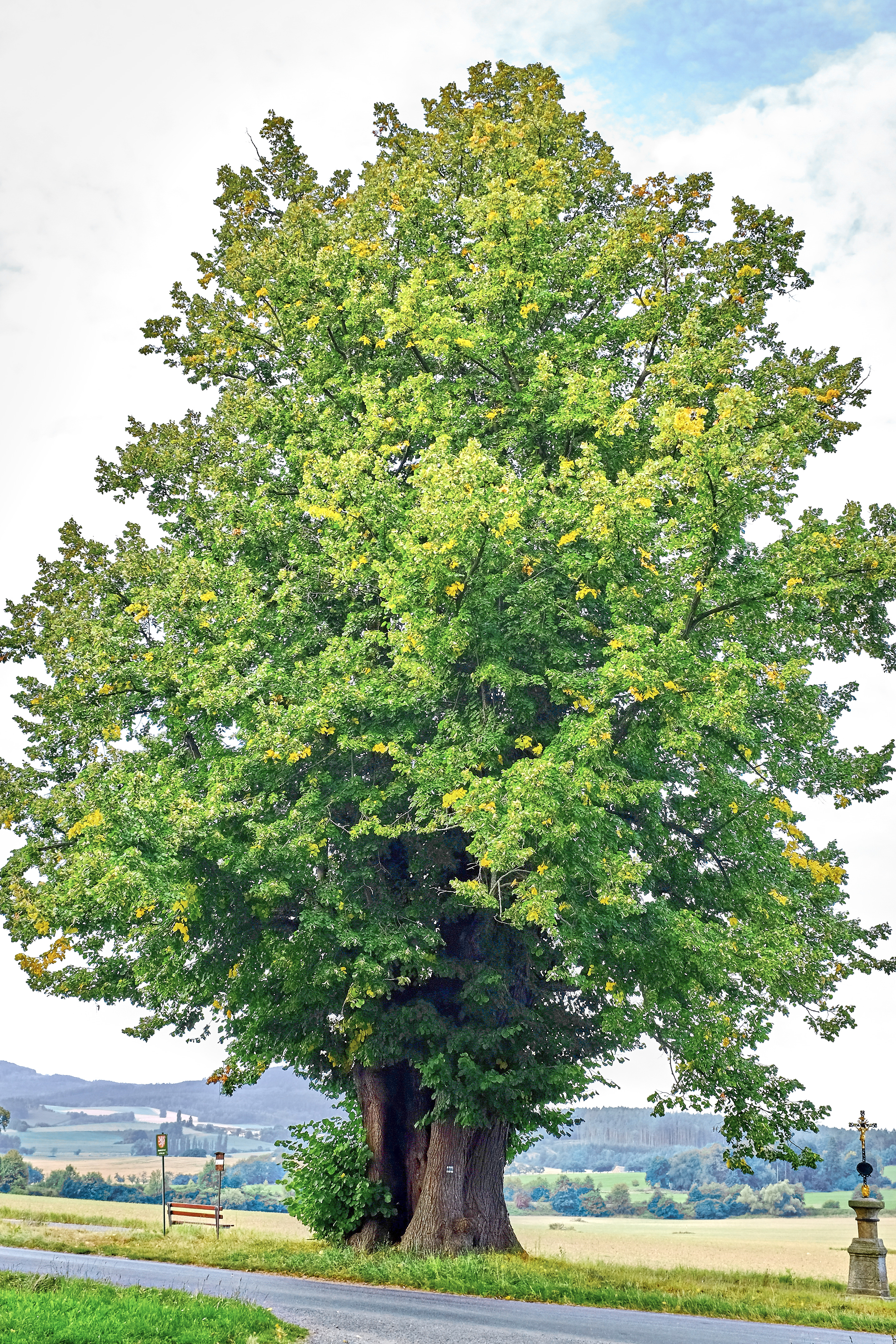
Pohled od hřbitova
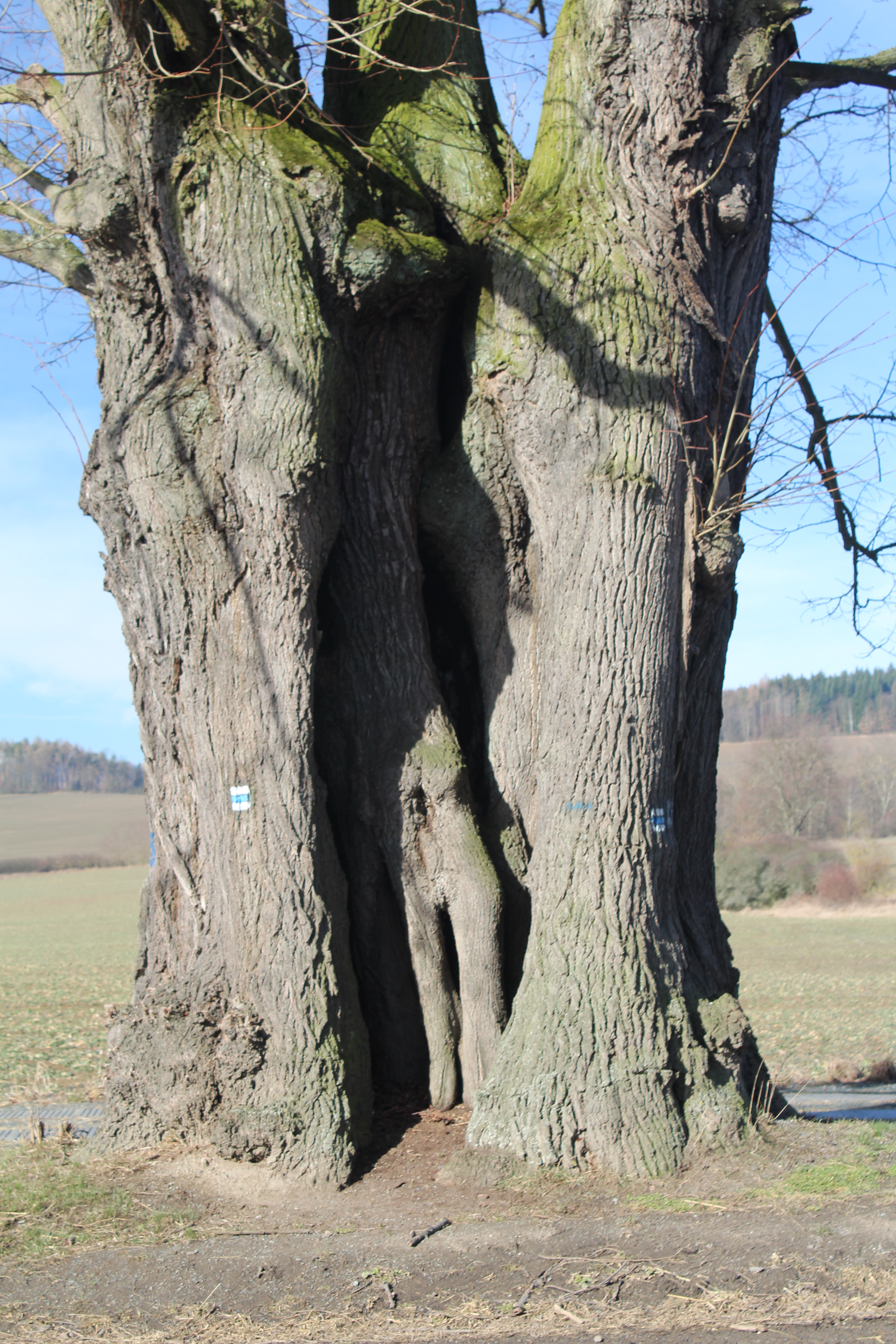
Detail kmene
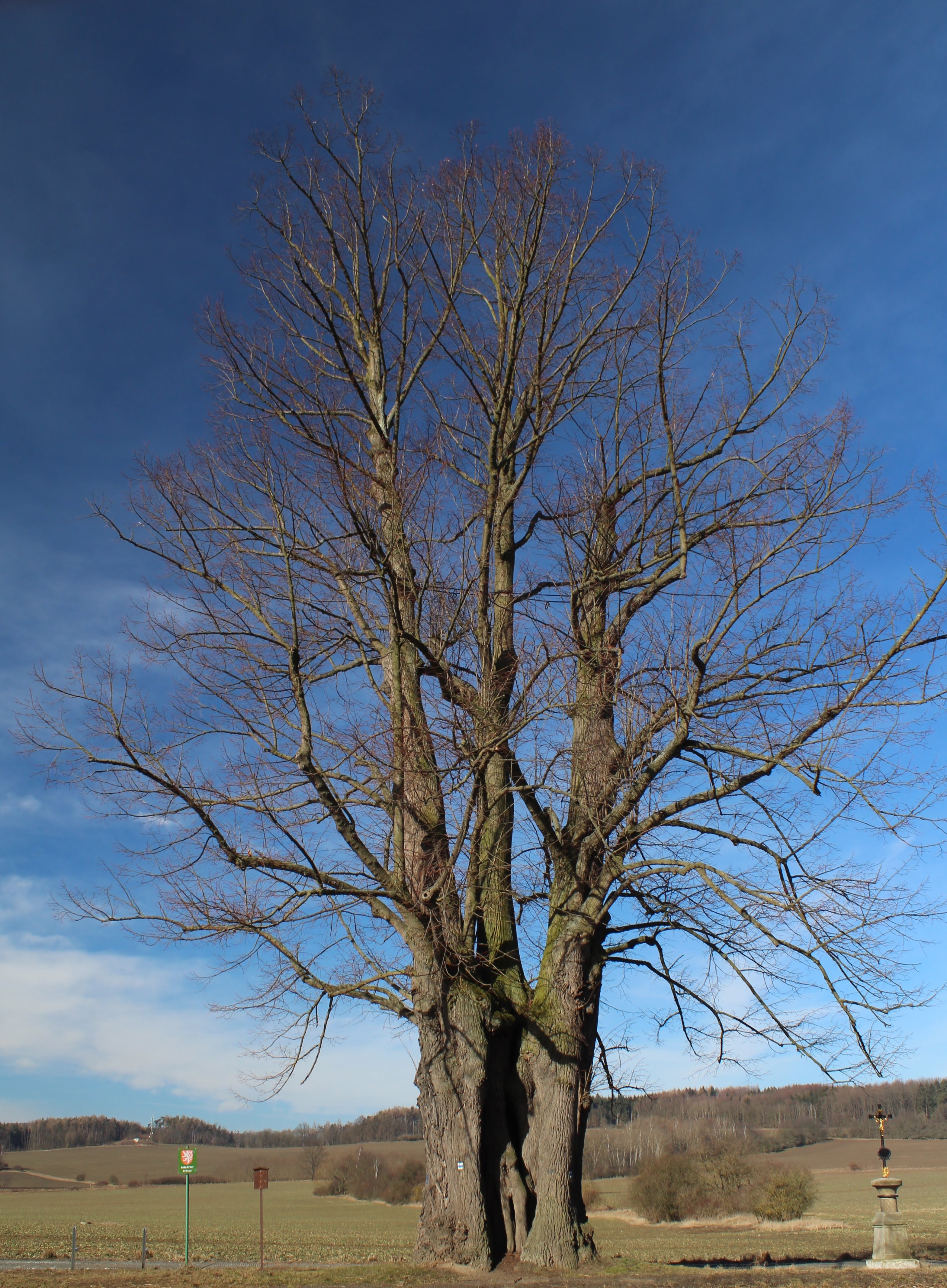
Vegetační klid
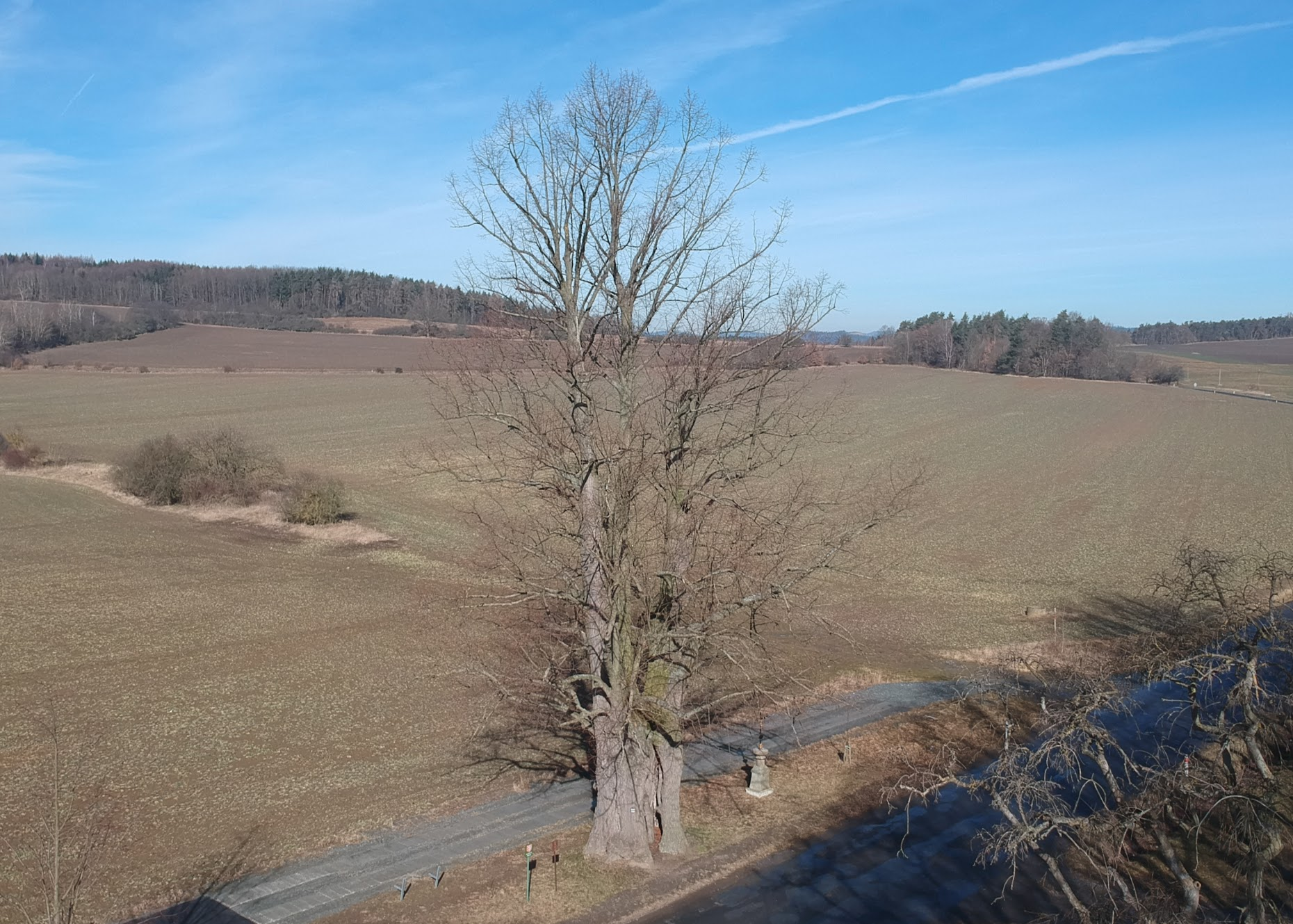
Pohled z dronu